# Autòlic de Pítana
Autòlic de Pítana (en llatí Autolycus, en grec antic Αὐτόλυκος ὁ Πιταναῖος) va ser un matemàtic nascut a Pitane a Eòlia, el primer mestre del filòsof Arcesilau de Pítana. Va viure probablement cap al final del segle iv aC. Era contemporani d'Aristòtil. No es coneix la seva història.

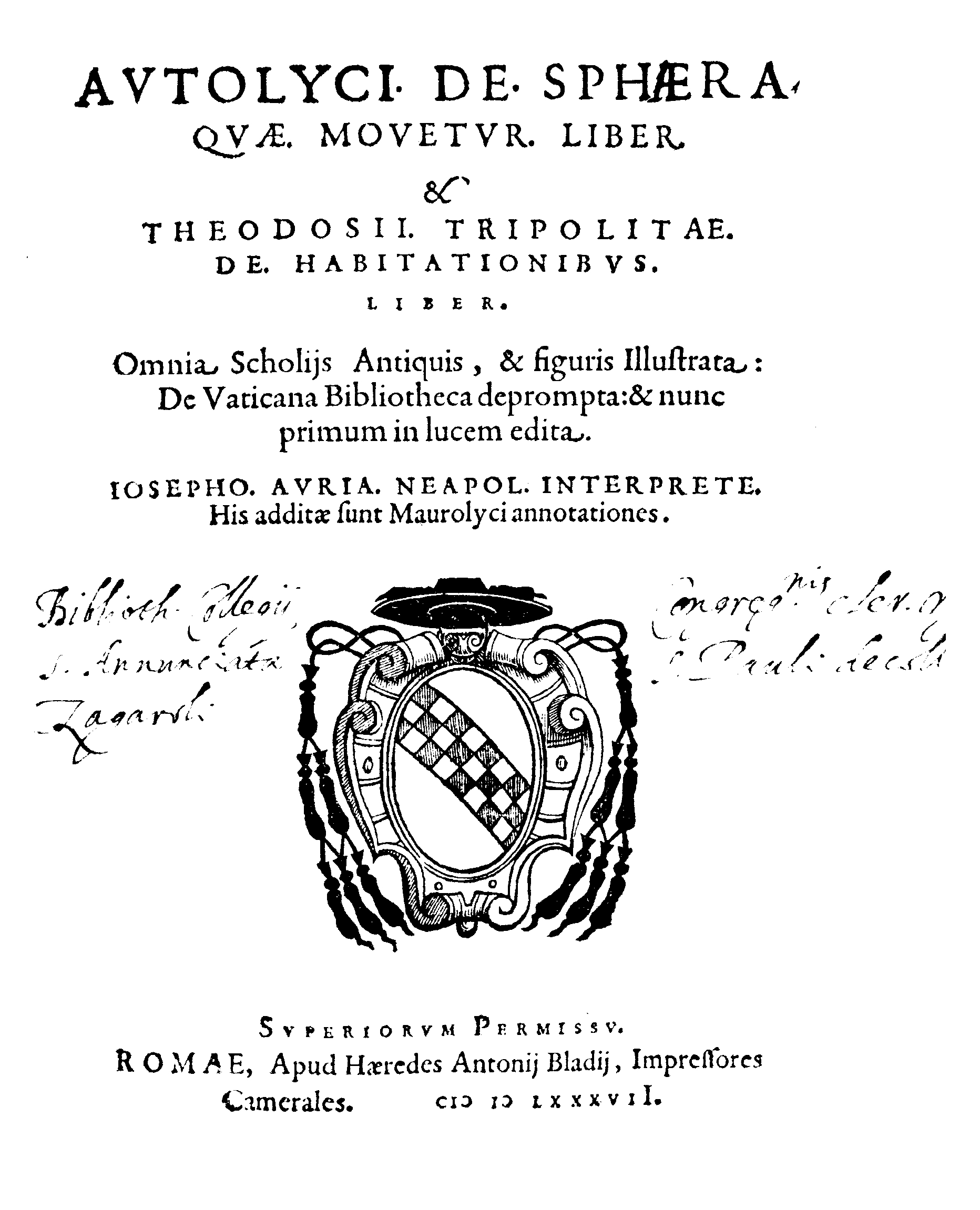
Portada d'una edició en llatí del segle XVI del seu llibre sobre el moviment de l'esfera.

Va escriure algunes obres matemàtiques i dos tractats astronòmics que encara es conserven i són l'exemple més antic de l'astronomia matemàtica grega.
El més conegut dels dos és Sobre el moviment de l'esfera (περὶ κινουμένης σφαῖρας), una obra que conté dotze proposicions sobre el comportament d'una esfera que se suposa que gira de manera uniforme al voltant d'un diàmetre fix, mentre que un gran cercle (fix) la divideix en dues parts, una visible i l'altra invisible. És la primera aplicació sistemàtica del raonament geomètric al moviment aparent del cel.
L'altre tractat és Sobre l'ascens i la posta de les estrelles fixes (περὶ ἐπιτολῶν καὶ δύσεων) en dos volums, on analitza els moviments reals i aparents d'una estrella donada en relació al sol. Aquests mesuraments servien per poder determinar el pas de les estacions.